# Аккадский язык

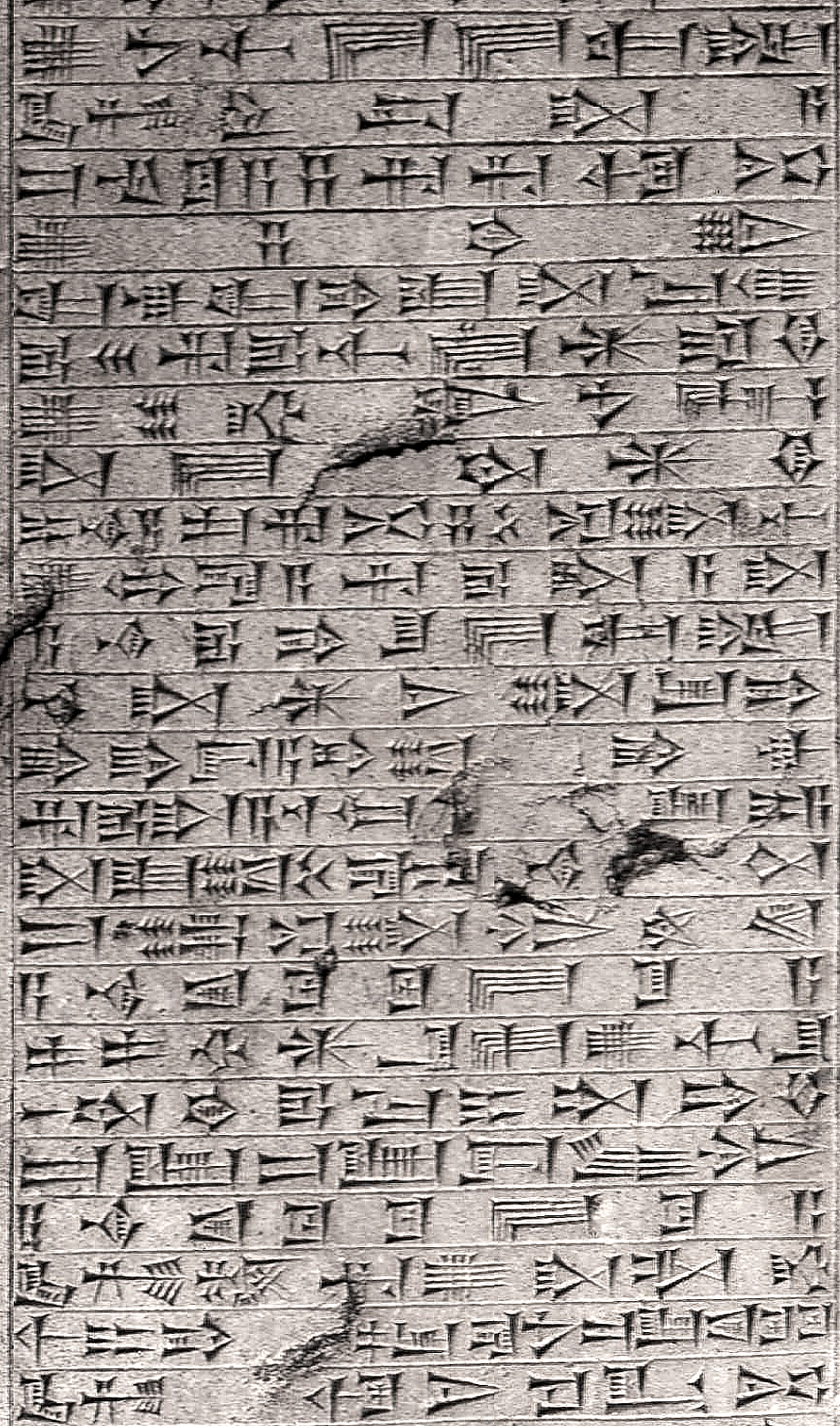
Надпись на аккадском

Аккадский язык (𒀝 𒅗 𒁺 𒌑; транслит. аккад. lišānum akkadītum, по названию города Аккад), или ассиро-вавилонский язык, — один из древнейших семитских языков, образующий их северную или северо-восточную группу (возможно, вместе с эблаитским); разговорный язык трёх народов, населявших территорию Древней Месопотамии: аккадцев и их прямых потомков — вавилонян и ассирийцев. Древнейший аккадский памятник датируется XXV веком до н. э., позднейшие — I веком; в последние века своего существования аккадский язык, вытесненный арамейским, использовался лишь в нескольких городах Вавилонии.
Для письменной фиксации аккадского языка применялась словесно-слоговая клинопись, заимствованная у шумеров.

## История
Первые следы аккадского языка обнаруживаются в клинописных надписях на шумерском языке (древний несемитский язык Древней Месопотамии, вымерший к началу II тыс. до н. э.; клинопись была изобретена именно шумерами), датируемых примерно 3000 лет до н. э. Это личные имена и слова, заимствованные шумерами из аккадского языка. С возникновением первого аккадского государства и его последующей экспансии при царе Саргоне и его преемниках (ок. 2341—2160 до н. э.), на староаккадском языке (это понятие применяется к аккадскому языку III тыс. до н. э.) стали говорить и писать на обширной территории от Аккада (район современного Багдада) на юге до Ассирии (район современного Мосула) на севере. Кроме того, в это же время староаккадский язык стал постепенно распространяться по территории Шумера на юге Месопотамии и по территории Элама, восточного соседа аккадцев. Последовавшее возрождение шумерского господства, длившееся примерно два столетия, некоторое время грозило положить конец аккадской экспансии, однако новые нашествия семитских народов ок. 2000 до н. э. привели к полному вытеснению шумерского языка аккадским, который стал официальным на всей территории Месопотамии.
Обширнейшие завоевания, приведшие в начале II тысячелетия к образованию громадного государства, и последовавшее оживление торговых отношений распространили по всей Передней Азии влияние вавилонской культуры и вавилоно-ассирийского языка, который становится официальным языком международных отношений; в XV веке до н. э. на нём переписывается даже египетский фараон со своими ближайшими соседями, мелкими палестинскими вассалами. Вместе с вавилонскими культурными понятиями, законодательством, мифологией и пр. народы Ближнего Востока заимствуют целый ряд слов из вавилоно-ассирийского языка.
Начиная с XIV века до н. э., в Месопотамию проникает арамейский язык (см. также Арамейская литература), принесённый новой волной кочевников-семитов. Постепенно этот язык становится разговорным языком всего населения, так что в IX веке до н. э. на вавилоно-ассирийском языке говорит уже почти исключительно правящий класс, а начиная с VI века до н. э., то есть с основанием Нововавилонского государства с Халдейской династией, вавилоно-ассирийский язык остаётся лишь в качестве письменного языка. При персах он был официальным языком восточной половины государства, а отдельные памятники на вавилоно-ассирийском языке встречаются до середины III века до н. э.

## Диалекты
Эблаитский язык обнаруживает значительное сходство с аккадским и иногда рассматривается как его древнейший диалект досаргоновского периода.
После 2000 г. до н. э. в аккадском языке выделяются два чётко различающихся диалекта: вавилонский, на котором говорили на юге — в Вавилонии, и ассирийский (не следует путать с современным ассирийским языком, принадлежащим к другой группе семитских языков), на котором говорили на севере — в Ассирии; для каждого из этих диалектов выделяется несколько исторических этапов развития. Из-за этого разделения аккадский язык часто называют «ассиро-вавилонским» или «вавилоно-ассирийским». Ассирийский диалект аккадского, возможно, является прямым потомком староаккадского языка (во всяком случае, он ближе к староаккадскому, чем вавилонский), тогда как в вавилонском имеется ряд особенностей, которые нельзя возвести к староаккадскому и которые восходят к другим, более древним и до сих пор плохо распознаваемым диалектам.
Вавилонский диалект имел гораздо большее культурное значение, чем ассирийский. Начиная с середины II тысячелетия до н. э. вавилонский широко употреблялся как своего рода лингва франка на всей территории Ближнего Востока и превратился в язык переписки между царскими дворами хеттов, хурритов, арамеев, ханаанеев и египтян. Богазкёйский архив (Малая Азия) и архив Телль-эль-Амарны (Египет) представляют собой наилучшее свидетельство широкой распространённости вавилонского диалекта аккадского языка. Даже жители Ассирии, прежде употреблявшие исключительно свой собственный диалект, с середины II тысячелетия стали использовать вавилонский диалект — сначала в своих исторических надписях, а впоследствии и в письменных текстах общего государственного характера. В итоге к концу ассирийского периода все ассирийские тексты писались на вавилонском диалекте, за исключением многочисленных личных писем и хозяйственной документации, где продолжал употребляться местный диалект. Более архаичный характер ассирийского диалекта очевиден при его сравнении с вавилонским; в частности, так называемые слабые согласные остаются нестяжёнными даже в позднеассирийском, тогда как в самых древних вавилонских текстах они предстают уже в стяжённом виде.
Выделяют следующие диалекты аккадского языка:
- Староаккадский диалект (XXIV—XX вв. до н. э.)
  - Вавилонский диалект
    - Старовавилонский диалект (XX—XVI вв. до н. э.)
    - Средневавилонский диалект (XVI—XII вв. до н. э.)
    - Младовавилонский диалект (XII—X вв. до н. э.)
    - Нововавилонский диалект (X—VII вв. до н. э.)
    - Поздневавилонский диалект (VII век — начало н. э.)

  - Ассирийский диалект
    - Староассирийский диалект (XX—XVI вв. до н. э.)
    - Среднеассирийский диалект (XVI—XII вв. до н. э.)
    - Новоассирийский диалект (X—VII вв. до н. э.)

Как можно видеть, только вавилонский диалект аккадского имеет непрерывную письменную историю на протяжении более двух тысячелетий. Примерно в конце старовавилонского периода и начале средневавилонского сформировался особый литературный язык — так называемый стандартный вавилонский. Именно на стандартном вавилонском написано абсолютное большинство поэм, эпосов, исторических документов, именно им пользовались в дипломатической переписке от Египта до современных территорий Турции и Индии.

## Письменность
Аккадская письменность была силлабо-логографической. Систему письма, писчий материал и клинообразную графику семиты Аккада заимствовали у шумеров. Каждый знак служил для обозначения одного или нескольких понятий, которые передавались в речи одним или несколькими словами. Таким образом, каждый знак мог иметь несколько, восходящих к шумерскому языку чтений, к которым добавлялись собственно аккадские прочтения, и каждое шумерское слово или выражение (т. н. шумерограмма) могло читаться и по-шумерски и по-аккадски:
| Клинописный знак | Клинописный знак | Шумерское слово | Аккадское слово | Значение |
| Староаккадский   | Новоассирийский  | Шумерское слово | Аккадское слово | Значение |
| ---------------- | ---------------- | --------------- | --------------- | -------- |
|                  |                  | MU              | šumum           | «имя»    |
| MU               | šattum           | «год»           |                 |          |
| -                | nīšum            | «жизнь»         |                 |          |
|                  |                  | DINGIR          | ilum            | «бог»    |
| AN               | šamû             | «небо»          |                 |          |

Для указания на конкретную категорию понятия, как и в шумерской письменности, применялись детерминативы. Детерминативы не читаются и ставятся перед соответствующим клинописным знаком либо после него (в более редких случаях), например: Á=ahum «рука, сторона», Ámušen=erûm «орёл». Также в аккадском языке каждый знак служит для передачи нескольких звукосочетаний, то есть может употребляться в качестве силлабограммы. Силлабограмма передаёт один гласный звук либо сочетание одного или двух согласных с гласными (то есть сочетания вида CV, VC, CVC, CVCV).
Омонимия и полифония, изначально присущие шумерской клинописи, значительно возросли в аккадской письменности. Вырабатываются новые звуковые значения силлабограмм на основе шумерских и аккадских чтений. Следствием увеличения числа прочтений силлабограмм стало создание аккадцами фонетических комплементов. Фонетический комплемент — это знак, который ставили перед силлабограммой или после неё, для уточнения выбора её слогового значения.
Для аккадского письма характерно также то, что не все консонантные и вокалические противопоставления языка регулярно отражаются в клинописи. Так, например, орфография законов Хаммурапи не различает /bu/ и /pu/ (bu = /bu/ и bu = /pu/), /ki/ и /qi/ (ki = /ki/ и ki = /qi/), не различались и конечные глухие, звонкие и эмфатические согласные в закрытых слогах. В области вокализма спорадически различаются фонемы /i/ и /e/, которые в старовавилонском диалекте стабильно противопоставляются только при /t/, /š/, /m/, /n/ в начале слога и при /l/, /š/, /n/ в его конце.

### Основные правила аккадской орфографии[4]
- Слог с началом и исходом на согласный может записываться либо посредством одной силлабораммы (šar, dan), либо последовательностью двух силлабограмм (ša-ar, da-an). Чтение в обоих случаях тождественно, но записи первого типа мало употребительны в старовавилонской орфографии.
- Слог с долгим гласным, как правило, пишется как слог с кратким (то есть ba = /ba/ и ba = /bā/) и редко с добавлением знака для соответствующего гласного.
- Слог со сверхдолгим гласным записывается с добавлением знака для соответствующего гласного (mu-u = /mû/).
- Для передачи звуковых последовательностей вида /(C)VCV(C)/ не используются сочетания знаков (C)VC+V(C), например: /para/ записывается как pa-ra, а не par-a. Записи второго типа — так называемые «ломаные записи» — используются для обозначения гортанного взрыва перед гласным: /par/-/ʔa/.
- Для передачи сонанта /w/ во всех сочетаниях с гласным (/wa/, /wu/, /wi/, /aw/, /uw/, /iw/) используется один знак pi. Также только один знак используется для передачи начальнослогового /j/ (ia = /ja/, /ju/, /ji/) и конечнослогового /ḫ/ (aḫ =/aḫ /, /uḫ /, /iḫ /).
- В аккадской клинописи, как правило, не употреблялись интервалы между словами и словоразделители.
- Дробный перенос слова с одной строки на другую не допускался.

## Лингвистическая характеристика
Аккадский язык — язык номинативный и флективный по своей грамматической структуре.

### Фонетика

#### Фонемный состав
В области вокализма для аккадского языка восстанавливают краткие гласные фонемы (/a/, /i/, /u/, /e/), долгие (/ā/, /ī/, /ū/, /ē/) и сверхдолгие (/â/, /î/, /û/, /ê/), возникшие в результате стяжения двух гласных. Также предполагают, что в аккадском был краткий неопределённый гласный [ə].
Для аккадского консонатизма, как и для других семитских языков, характерно наличие троичных групп согласных: звонкие-глухие-эмфатические.
| По месту образования    | По способу образования | По способу образования | По способу образования | По способу образования | По способу образования | По способу образования | По способу образования | По способу образования | По способу образования | По способу образования |
| По месту образования    | Шумные                 | Шумные                 | Шумные                 | Шумные                 | Шумные                 | Шумные                 | Сонанты                | Сонанты                | Сонанты                | Сонанты                |
| По месту образования    | Смычные (взрывные)     | Смычные (взрывные)     | Смычные (взрывные)     | Щелевые (фрикативные)  | Щелевые (фрикативные)  | Щелевые (фрикативные)  | Сонанты                | Сонанты                | Сонанты                | Сонанты                |
| По месту образования    | Звонкий                | Глухой                 | Эмфатический           | Звонкий                | Глухой                 | Эмфатический           | Носовой                | Плавные                | Плавные                | Полугласный            |
| По месту образования    | Звонкий                | Глухой                 | Эмфатический           | Звонкий                | Глухой                 | Эмфатический           | Носовой                | Боковой                | Дрожащий               | Полугласный            |
| ----------------------- | ---------------------- | ---------------------- | ---------------------- | ---------------------- | ---------------------- | ---------------------- | ---------------------- | ---------------------- | ---------------------- | ---------------------- |
| Губные                  | b                      | p                      |                        |                        |                        |                        | m                      |                        |                        | w                      |
| Зубные                  | d                      | t                      | ṭ                      |                        |                        |                        | n                      |                        |                        |                        |
| Альвеолярные            |                        |                        |                        | z                      | s                      | ṣ                      |                        |                        |                        |                        |
| Передненёбные           |                        |                        |                        |                        | š                      |                        |                        | l                      | r                      |                        |
| Нёбные (среднеязычные)  | g                      | k                      |                        |                        |                        |                        |                        |                        |                        | j                      |
| Велярные (заднеязычные) |                        |                        | q                      |                        |                        |                        |                        |                        |                        |                        |
| Увулярные               |                        |                        |                        |                        | ḫ                      |                        |                        |                        |                        |                        |
| Ларингальные            |                        | ʔ                      |                        |                        |                        |                        |                        |                        |                        |                        |

#### Слог и ударение
В рамках традиционной ассириологической транскрипции выделяют следующие типы слогов:
- краткий — открытый с кратким гласным (i-dum «рука, сторона», da-mum «кровь»);
- долгий — открытый с долгим гласным или закрытый с кратким гласным (ā-lum «город», qā-tum «рука», kas-pum «серебро»);
- сверхдолгий — открытый со сверхдолгим гласным либо закрытый, содержащий долгий или сверхдолгий гласный (ê-rum «бодрствовать», bê-lum «господствовать», šīm-tum «судьба», têr-tum «указание»).

В сравнении с другими архаичными семитскими языками слоговой состав аккадского языка более разнообразен вследствие характерных для него падения ларингалов и многочисленных стяжений сочетаний с ларингалами и полугласными. Так допускается начало слога с гласного звука и присутствие в закрытых слогах долгих и сверхдолгих гласных. Однако, следует учитывать, что по мнению ряда авторов неприкрытые слоги должны интерпретироваться как начинающиеся с гортанной смычки (ʔVC). Слоги с исходом и началом на группу согласных не допускаются, кластеры согласных разбиваются вставкой или постпозицией краткого гласного.

### Лексика
Большинство аккадских слов имеют трёхсогласный корень, но встречаются также слова с двух- и четырёхсогласным корнем. Словообразование происходит путём префиксации, суффиксации, редупликации и изменением огласовки, при этом словосложение достаточно редко. Для аккадской лексики характерно большое количество синонимов и многозначных слов. Самые старые и многочисленные заимствования в аккадском языке — из шумерского. В периферийных диалектах встречаются слова хурритского и эламского происхождения. С VII в. до н. э. появляются заимствования из арамейского, а с конца VI в. до н. э. — из персидского языка. Заимствования из аккадского встречаются во многих семитских языках, через посредство которых они попали в греческий, латинский и в современные европейские языки.

### Морфология
В аккадском языке можно выделить следующие части речи: местоимение, существительное, прилагательное, числительное, наречие, глагол, предлог, частица, союз и междометие.

#### Местоимение
В аккадском языке выделяют следующие основные классы местоимений: личные (самостоятельные и суффиксальные), указательные, вопросительные, притяжательные, неопределённые и обобщающие относительные местоимения, относительное местоимение ša.
Личные местоимения имеют грамматические категории рода (мужской и женский), числа (единственное и множественное) и падежа (у самостоятельных — именительный, родительный/винительный, дательный; у суффиксальных — родительный, винительный, дательный).
| Число    | Лицо | Род     | Падеж        | Падеж                     | Падеж                 |
| Число    | Лицо | Род     | Именительный | Родительный / Винительный | Дательный             |
| -------- | ---- | ------- | ------------ | ------------------------- | --------------------- |
| Единст.  | 1-е  | мужской | anāku        | yâti                      | yâšim                 |
| Единст.  | 1-е  | женский | anāku        | yâti                      | yâšim                 |
| Единст.  | 2-е  | мужской | atta         | kâti (kâta)               | kâšim                 |
| Единст.  | 2-е  | женский | atti         | kâti                      | kâšim                 |
| Единст.  | 3-е  | мужской | šū           | šuāti (šuātu, šâtu, šâti) | šuāšim (šâšum, šâšim) |
| Единст.  | 3-е  | женской | šī           | šuāti (šâti, šiāti)       | šuāšim (šâšim,šiāšim) |
| Множест. | 1-е  | мужской | nīnu         | niāti                     | niāšim                |
| Множест. | 1-е  | женский | nīnu         | niāti                     | niāšim                |
| Множест. | 2-е  | мужской | attunu       | kunūti                    | kunūšim               |
| Множест. | 2-е  | женский | attina       | kināti                    | [kināšim]             |
| Множест. | 3-е  | мужской | šunu         | šunūti                    | šunūšim               |
| Множест. | 3-е  | женской | šina         | šināti                    | [šināšim]             |

| Число    | Лицо | Род     | Падеж       | Падеж       | Падеж     |
| Число    | Лицо | Род     | Родительный | Винительный | Дательный |
| -------- | ---- | ------- | ----------- | ----------- | --------- |
| Единст.  | 1-е  | мужской | -ī, -ya     | -ni         | am, nim   |
| Единст.  | 1-е  | женский | -ī, -ya     | -ni         | am, nim   |
| Единст.  | 2-е  | мужской | -ka         | -ka         | -kum      |
| Единст.  | 2-е  | женский | -ki         | -ki         | -kim      |
| Единст.  | 3-е  | мужской | -šu         | -šu         | -šum      |
| Единст.  | 3-е  | женский | -ša         | -ši         | -šim      |
| Множест. | 1-е  | мужской | -ni         | -niāti      | -niāšim   |
| Множест. | 1-е  | женский | -ni         | -niāti      | -niāšim   |
| Множест. | 2-е  | мужской | -kunu       | -kunūti     | -kunūšim  |
| Множест. | 2-е  | женский | -kina       | -kināti     | -kināšim  |
| Множест. | 3-е  | мужской | -šunu       | -šunūti     | -šunūšim  |
| Множест. | 3-е  | женский | -šina       | -šināti     | -šināšim  |

#### Существительное и прилагательное
Для имени в аккадском языке характерны грамматические категории рода, числа, падежа и состояния. Существительные и прилагательные различают два рода — мужской и женский. Мужской род имён немаркирован, показателем женского рода выступает алломорф -t-, присоединяемый к полногласным основам на согласный, и -at- (в вав. также -et-), присоединяемый к основам, оканчивающимся на кластер согласных или удвоенный согласный: mār-t-um «дочь», šarr-at-um «царица», kalb-at-um «собака», erṣ-et-um «земля». Однако многие существительные женского рода не имеют соответствующего показателя: ummum «мать», atānum «ослица», inum «глаз», idum «рука» и др.
Имя различает три числа: единственное (немаркированное), множественное и двойственное. Двойственное число существительных образуется посредством окончаний -an (в номинативе) и -in < *ayn (в косвенном падеже), которые присоединяются непосредственно к основе имени в м. р. и к показателю -t-/-at- в ж. р. Множественное число выражается одним из четырёх показателей:
- Окончания -ū/ -ī характерны для существительных мужского рода и требуют согласования по мужскому роду (за исключением существительного pluralia tantum ж. р. niš-ū «люди»: sapḫ-ātum niš-ū «рассеянные [по стране] люди»). Долгота -ū/ -ī на письме, как правило, опускалась и постоянно отмечалась только для слов awīlum «человек, гражданин» и ṣuḫārum «юноша, слуга» в виде a-wi-lu-ú / a-wi-li-e и ṣú-ḫā-ru-ú / ṣú-ḫā-ri-e.
- Окончания -ānu/ -āni существительных мужского рода. Указанные формы традиционно описывают в оппозиции к формам на -ū/ -ī. Предполагают, что окончание -ū/ -ī обозначало множественность вообще, а -ānu/ -āni множественность отдельных единиц, либо ограниченную и конкретную группу из нескольких предметов или лиц: il-ū ‘боги в целом, пантеон’ vs. il-ānu «(главные) боги», šarr-ū «цари (вообще)» против šarr-ānu «известная, ранее упомянутая группа царей». Уже в старовавилонском подобные противопоставления встречаются очень редко.
- Окончания -ūtum/ -ūtim регулярно используются с прилагательными и причастиями, согласующимися с существительными м. р. множественного числа: ном. šarr-ū damq-ūtum «хорошие цари», косв. п. šarr-ī damq-ūtim.
- Окончания -ātum/ -ātim присоединяются непосредственно к основе существительных и прилагательных ж. р., при этом показатель ж. р. -(a/e)t- опускается: šarr-at-um damiq-t-um «хорошая царица», мн. ч. — šarr-ātum damq-ātum, šattum (<šan-t-um) «год», мн. ч. — šan-ātum, ummum rabī-t-um «великая мать», мн. ч. — umm-ātum rabi-ātum.

В аккадском языке выделяют три основных падежа: номинатив (окончание -um), генитив (окончание -im) и аккузатив (окончание -am). Трёхпадежное склонение свойственно единственному числу. Во множественном числе различаются только прямой (номинатив) и косвенный падежи. Полная парадигма склонения существительных и прилагательных в старовавилонском диалекте имеет вид (на примере слов šarrum «царь» и dannum «сильный, могучий»):
| Число    | Падеж        | Имя             | Имя             | Имя            | Имя            |
| Число    | Падеж        | Существительное | Существительное | Прилагательное | Прилагательное |
| Число    | Падеж        | мужской род     | женский род     | мужской род    | женский род    |
| -------- | ------------ | --------------- | --------------- | -------------- | -------------- |
| Единст.  | Именительный | šarr-um         | šarr-at-um      | dann-um        | dann-atum      |
| Единст.  | Родительный  | šarr-im         | šarr-atim       | dann-im        | dann-atim      |
| Единст.  | Винительный  | šarr-am         | šarr-atam       | dann-am        | dann-atam      |
| Множест. | Именительный | šarr-ū          | šarr-ātum       | dann-ūtum      | dann-ātum      |
| Множест. | Косвенный    | šarr-ī          | šarr-ātim       | dann-ūtim      | dann-ātim      |
| Двойств. | Именительный | šarr-ān         | šarr-atān       |                |                |
| Двойств. | Косвенный    | šarr-īn         | šarr-atīn       |                |                |

Как и во многих семитских языках, при образовании некоторых типов синтаксических связей имена принимают формы, отличные от словарной, которые традиционно называются состояниями (статусами). В аккадском языке принято выделять склоняемое (status rectus), сопряжённое (status constructus), предместоименное (status pronominalis) и абсолютное (status absolutus) состояния.
В склоняемом состоянии имя имеет падежную флексию (u/i/a), а также мимацию/нунацию (кроме форм м. р. множественного числа), полностью подчиняясь описанной выше парадигме склонения. Имя в статусе ректусе не управляет существительным в родительном падеже и не определяется бессоюзным относительным придаточным предложением, например: šarrum dannum «царь могучий», bītim šanîm «до́ма другого».
Имя в сопряжённом состоянии теряет мимацию/нунацию, а в формах ед. ч и мн. ч. с окончаниями -ānu, -ūtum, -ātum, как правило, теряет и падежную флексию. Имя в двойственном и множественном числе на -ū/ -ī сохраняет склонение. Форма имени единственного числа в сопряжённом состоянии зависит от типа основы данного имени.
В предместоименном состоянии имена с основой, оканчивающейся на гласный, сохраняют полное склонение. Имена с основой, оканчивающейся на согласный, сохраняют падежные окончания только во множественном и двойственном числе, в единственном числе падежную флексию без мимации сохраняет генетив, который противопостовляется чистой основе форм номинатива и аккузатива: им.-вин. п. bēlšu «его господин», род. п. bēlīšu «его господина», им.-вин. п. šumšu «его имя», род. п. šumīšu «его имени».
Имя в абсолютном состоянии, как правило, теряет падежные окончания в формах единственного числа мужского и женского рода (формы двойственного числа и множественного числа м. р не установлены). В status absolutus употреблялись количественные числительные, существительные счёта и цены: ḫamšat šiqil kaspum «пять сиклей серебра».

#### Глагол
Глагольные основы различаются по типу корневых согласных. Своё первичное значение глагольные основы изменяют по системе пород. В аккадском языке 4 основных системы пород: G (основная), D (с удвоением 2-го согл. — значение интенсива), Š (с приставкой š- — значение каузатива), N (с приставкой n- — значение пассива), в каждой из которых образуются производные породы: Gt, Gtn, Dt, Dtn и т. д. Спрягаемые формы глагола: презент, претерит, перфект, статив. Неспрягаемые: инфинитив, причастие. Наклонения: императив, субъюнктив, вентив, прекатив, прохибитив.

### Синтаксис
В зависимости от выражения сказуемого в аккадском языке могло быть два типа предложений: глагольное и именное. Порядок слов глагольного предложения: подлежащее — прямое дополнение — косвенное дополнение — сказуемое. При сказуемом, выраженном каузативной породой глагола, может быть два прямых дополнения. Порядок слов именного предложения: сказуемое — подлежащее, оба они стоят в именительном падеже, наличие между ними связки не обязательно. Распространены также сложноподчинённые предложения с разными типами придаточных.
Порядок слов в аккадском нетипичен для семитских языков: SOV (подлежащее — прямое дополнение — сказуемое), что объясняют влиянием шумерского языка.

## Возрождение языка
Работая над восстановлением вавилонского языка, в 2018 году лингвисты Кембриджского университета сняли короткометражный фильм «Бедный человек из Ниппура», герои которого говорят исключительно на вавилонском языке. В работе над проектом учёные университета восстановили исчезнувший язык вплоть до особенностей произношения тех или иных его звуков.

## Машинный перевод
В 2020 году команда из Тель-Авивского и Ариэльского университетов разработали программу для автоматической расшифровки аккадской клинописи в транслитерированную латиницу. В 2023 году ученые обучили нейросеть для машинного перевода аккадских надписей на современный английский. Для обучения использовалась 50 544 клинописных фразы из коллекции Пенсильванского университета. Правда качество перевода невысоко — по метрике bilingual evaluation understudy переводчик с аккадского набирает лишь 36,5 баллов из 100.

### Общие работы
- Липин Л. А. Аккадский язык. М., 1964.
- Дьяконов И. М. Языки древней Передней Азии. М., 1967. С. 263—338.
- Дьяконов И. М. Аккадский язык // в кн. Афразийские языки. Кн. I. Семитские языки. М., 1991. С. 70-109.
- Reiner E. Linguistic Analysis of Akkadian. The Hague, 1996.
- Каплан Г. Х. Очерк грамматики аккадского языка. СПб., 2006.
- Коган Л. Е., Лёзов C. В. Аккадский язык // Языки мира: Семитские языки. Аккадский язык. Северозападносемитские языки. — М., 2009.

### Основные грамматики
- Ungnad A. Grammatik des Akkadischen. Neubearbeitung durch Matouš 5. Aufl. München, 1969.
- von Soden W. Grundriß der Akkadischen Grammatik. 3. Aufl. Rom, 1995. (GAG)
- Buccellati G. Structural Grammar of Babylonian. Wiesbaden, 1996.
- Huehnergard J. A Grammar of Akkadian. Atlanta, 1997.(3rd ed. 2011)
- Caplice R. Introduction to Akkadian. 4th ed. Rome, 2002.

### Словари
- The Assyrian Dictionary of University of Chicago. Chicago, 1956—2011 (CAD)
- Липин Л. А. Аккадский (вавилоно-ассирийский) язык. Вып. II. Словарь. Л., 1957.
- von Soden W. Akkadisches Handwörterbuch. Bd. I—III. Wiesbaden, 1958—1981. (AHw)
- Black J.G., George A., Postgate N. A Concise Dictionary of Accadian. Wiesbaden, 2000.

### Хрестоматии
- Липин Л. А. Аккадский (вавилоно-ассирийский) язык. Вып. I. Хрестоматия с таблицами знаков. Л., 1957.
- Borger R. Babylonisch-assyrische Lesestücke. Teil I—II.3., revidierte Auflage. Roma, 2006.